# G. E. 무어
조지 에드워드 무어(영어: George Edward Moore, OM, 1873년 11월 4일~1958년 10월 24일)는 영국의 철학자로, 버트런드 러셀, 루트비히 비트겐슈타인, 고틀로프 프레게 등과 함께 현대 분석 철학의 기초를 닦은 사람이다. 그는 윤리학에서 비자연주의를 주장했고, 철학적 방법론의 하나로 상식을 강조했다. 그의 이름을 딴 무어의 역설은 비트겐슈타인에 의해 널리 알려졌다.

## 생애
런던 근교의 어퍼 노스에서 태어났다. 1892년 케임브리지 대학교 트리니티 칼리지에 입학함으로써 버트런드 러셀을 알고 철학에 관심을 갖게 되었다. 대학교를 졸업한 후, 1898년 장학금 연구원(펠로)으로 선발되고 그 동안에 자주 러셀과 철학 문제에 대해 논의하였으며, 주저 《윤리학원론》을 쓰고 영국에서 신실재론(新實在論)의 시조가 된 논문 〈관념론 논박〉을 발표하였다.
1911년 케임브리지 대학교 강사가 되고, 1925년에 철학·논리학 교수로 취임하였다. 1921년부터 1947년까지는 철학 잡지 《마인드》의 편집 주간을 맡아보았다. 러셀, 비트겐슈타인, 화이트헤드 등과 친교를 맺고 영국 철학회에서 지도적 역할을 맡았다. 케임브리지에서 85세의 생애를 마쳤다.

## 업적
1903년의 〈관념론 논박〉, 1925년의 〈상식의 옹호〉에서 영국 헤겔 학파의 관념론을 비판하고 20세기의 영국의 실재론(實在論)을 대표하는 철학자가 되었다. 대표적 저서인 《윤리학원론》은 현대 앵글로－아메리카에 등장한 메타윤리학의 동향을 결정했다. 이 밖의 저서로 《윤리학》, 《철학의 주요 문제》, 《철학 연구》 등이 있다.

### 사상
그의 사상의 근본은 관념론과의 대결이다. 관념론의 근본 전제를 "존재하는 것은 지각되는 것이다"라는 명제로 요약한다. 그리고 여기에 내포된 애매성과 혼란을 지적하고 지각의 대상과 대상의 지각과의 구별, 곧 의식의 대상은 그 자체로서 의식의 작용으로부터 독립하여 존재한다고 주장한다. 또한 그의 주된 관심은 윤리학에 있었는데 여기서도 가치를 자연적·형이상학적 존재로부터 단절시키면서 그 객관적 실재성을 보장하려고 한다. 특히 체계적 철학을 부정하고, 언어 분석 또는 논리 분석을 이용하여 철학상의 여러 문제들을 해결하려고 하였다. 또한 새로운 문제를 발견해 가는 이른바 분석적 방법을 개발하여 현대의 영국·미국 철학에 결정적인 영향을 주었다.

## 서훈
- 1951년 메리트 훈장(OM)